# Ighram
Ighram (em árabe: إغرم) é uma comuna localizada na província de Bugia, no norte da Argélia. Segundo o censo de 2008, a população total da cidade era de 12 387 habitantes.